# Aperibeense Futebol Clube
Aperibeense Futebol Clube é uma agremiação esportiva da cidade de Aperibé, no estado do Rio de Janeiro, fundada a 7 de maio de 1951.

## História

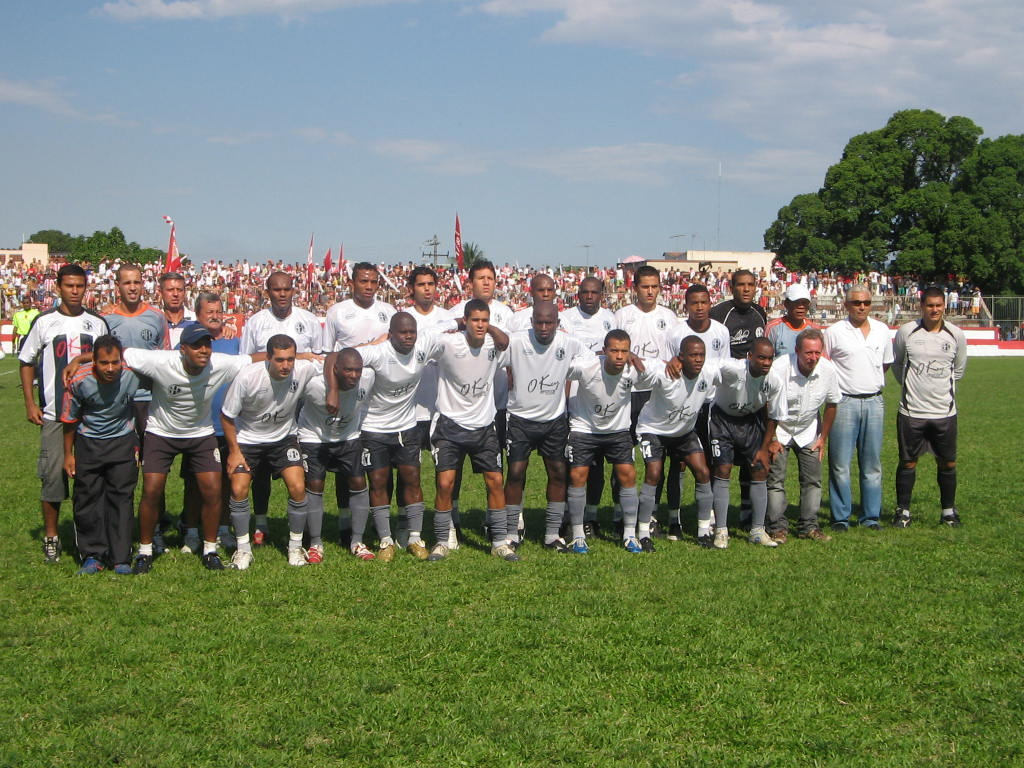
Equipe profissional do Aperibeense em 2008.

Em sua curta trajetória no profissionalismo, o clube de Aperibé já alcançou um vice-campeonato na Terceira Divisão de 2007, logo em sua estreia no profissionalismo, subindo para a Segunda Divisão.
Em 2008, conseguiu, junto com o Bangu, Olaria e o Tigres do Brasil chegar ao quadrangular final do Campeonato Carioca da Segunda Divisão, terminando a competição num surpreendente terceiro lugar, mas não conseguindo a promoção à Primeira Divisão.
Em 2009, disputa a categoria de Juniores e Profissional do Campeonato Estadual da Segunda Divisão. Possui praça de esportes própria, o José Gonçalves Brandão, com capacidade para 1.000 pessoas. Suas cores são o branco e o preto.
Em 2011, foi rebaixado para a Terceira Divisão Carioca pelo não pagamento das despesas dos borderôs.

## Títulos
- Vice-Campeonato Carioca 3ª Divisão: 2007

## Estatísticas

### Participações
| Competição | Temporadas | Melhor campanha     | Estreia | Última | P | R |
| Série B    | 2          | 3º colocado (2009)  | 2008    | 2011   | – | – |
| Série C    | 1          | Vice-campeão (2007) | 2007    | 2007   | – | – |